# ۴ دشت
مجموعهٔ فراماراتون ۴ دشت یک مجموعه‌ای سالانه از چهار مسابقهٔ ۲۵۰ کیلومتری (۱۵۵ مایلی) در بیابان‌های سراسر جهان است. این مسابقات در سال ۲۰۰۹ و ۲۰۱۰ توسط مجله تایم به عنوان برترین مجموعه مسابقه دوی‌استقامت جهان شناخته شد به عنوان «آزمایش نهایی استقامت انسان». این مجموعه مسابقه توسط مری کی گادامز آمریکایی که مسابقه‌سیاره را در سال ۲۰۰۲ بنیانگذار شده، تأسیس شد.